# ویلی کایزر
ویلی کایزر (آلمانی: Willy Kaiser; ۱۶ ژانویهٔ ۱۹۱۲ – ۲۴ ژوئیهٔ ۱۹۸۶) بوکسور اهل آلمان بود.
از افتخارات وی میتوان به کسب مدال طلا در بازی‌های المپیک تابستانی ۱۹۳۶ اشاره کرد.